# إعزاز (اسم)
إِعْزَاز هو اسم علم مذكر ومؤنث من أصل عربي، ومعناه هو الإكرام.

## شخصيات تحمل الاسم
- إعزاز علي أمروهي عالم مسلم هندي